# Forces Armées Camerounaises
Le Forze Armate Camerunensi (in francese: Forces Armées Camerounaises) in generale sono una forza apolitica dove predomina il controllo civile dei militari. La tradizionale dipendenza dalla capacità della difesa francese, anche se ridotta, continua ad essere la causa per cui i consiglieri militari francesi rimangono strettamente coinvolti nella preparazione delle forze camerunesi per lo schieramento nella contestata penisola di Bakassi. Le forze armate annumerano 14.200 soldati in forze terrestri, aeree e navali. Ci sono circa 12.500 soldati dell'esercito in tre regioni militari. Circa 1.300 soldati fanno parte della Marina camerunese, che ha sede a Douala. Meno di 400 soldati fanno parte dell'Aeronautica Militare. Vi sono ulteriori 9.000 soldati paramilitari che servono come gendarmeria (forza di polizia) o ruolo di ricognizione.
Le forze armate camerunesi hanno basi sparse in tutto il Camerun, anche a Ngaoundéré. Le basi dell'Aeronautica si trovano a Garoua, Yaoundé, Douala e Bamenda.
"La Cina ha un continuo rapporto militare-militare con il Camerun, che comprende corsi di formazione per gli studenti militari camerunesi ogni anno in Cina, consulenti tecnici per aiutare a riparare i veicoli militari camerunesi e navi da guerra, e vendite militari cinesi."

## Esercito
Con 12.500 soldati, l'esercito rimane la componente più importante in termini di numeri. L'esercito è sotto la responsabilità del Capo di Stato Maggiore, il Maggiore Generale Nkoa Atenga, il cui personale è a Yaoundé.
Attualmente l'organizzazione risale al 2001, con una distribuzione in diversi tipi di unità: unità di combattimento, unità di risposta ( unités d'intervention ) ', unités de soutien et d'appui , ed infine le unità speciali di riserva come parte di 3 regioni militari congiunte ( interarmées ) e 10 settori militari terrestri.
Le unità dell'esercito sono state addestrate ed equipaggiate per combattere nel paludoso terreno costiero di fronte alla penisola di Bakassi. Anche se preparato per un conflitto armato con la Nigeria, negli ultimi anni, l'esercito del Camerun non ha esperienza operativa contro altre forze, di conseguenza, non è possibile valutare la sua capacità di rispondere alle mutevoli minacce e contrastare le tattiche.
Le unità di combattimento dell'esercito comprendono:
- Brigata Quartier Generale, situata a Yaoundé. Questa brigata è responsabile della protezione della capitale e del sostegno delle istituzioni. Il Presidente della Repubblica deve consentire una delle sue installazioni.
- Tre battaglioni di comando e di supporto;
- Il Battaglione d'intervento rapido (Bataillon d'Intervention Rapide, BIR)
- Brigata di Reazione Rapida (dal loro acronimo francese, BIR), (che attualmente non ha stato maggiore) che si compone di tre battaglioni di reazione rapida, di stanza a Douala, Tiko e Koutaba. Questi tre battaglioni sono rispettivamente il Battaglione Speciale Anfibio (Bataillon Spécial Amphibie, BSA), il Bataillon des Troupes Aéroportées (BTAP), e il Battaglione corazzato di ricognizione (Bataillon Blinde de Reconnaissance; BBR) dotato di veicoli da combattimento della fanteria Type 07P e cacciacarri PTL-02 acquistati di recente dalla Cina. La BSA si ispira alle forze speciali francesi. Questa brigata è un'unità tattica di battaglia sotto l'autorità del capo di stato maggiore delle forze armate. Per questo, per essere utilizzata, è necessario il permesso del presidente.[senza fonte]
- Cinque brigate di fanteria motorizzata, dovrebbero essere di stanza in un settore militare, ma possono essere utilizzate senza alcun riguardo per la divisione territoriale del paese. Queste brigate attualmente non dispongono di uno stato maggiore. In teoria, sono costituite da 11 battaglioni di fanteria motorizzata; 5 battaglioni di supporto e 3 battaglioni di supporto; tuttavia, i battaglioni motorizzati, in realtà, non sono operativi a causa della mancanza di personale, equipaggiamento e veicoli.

### Organizzazione
Il territorio è diviso in 5 regioni militari delle armi combinate (RMIA):
- RMIA1 (Yaoundé)
- RMIA2 (Douala)
- RMIA3 (Garoua)
- RMIA4 (Maroua)
- RMIA5 (Bamenda)

### 1ª Regione Militare
- 11ª Brigata, Ebolowa:
  - 11° BCS (battaglione comando e supporto) a Ebolowa
  - 12° BIM (battaglione fanteria motorizzata) a Ebolowa
  - 12° BIM a Djoum
  - 13° BIM a Ambam
  - 11° BA (battaglione di supporto) a Sangmélima
- 12ª Brigata, Bertoua
  - 12° BCS a Bertoua
  - 14° BIM a Bertoua
  - 15° BIM a Yokadouma
  - 16° BIM a Garoua-Boulaï
  - 12° BA a Bertoua

### 2ª Regione Militare
- Brigata d'intervento rapido[7]
  - Quartier generale a Bafoussam
  - Battaglione speciale anfibio (BSA) a Tiko
  - Battaglione aviotrasportato (BTAP) a Koutaba
  - Battaglione corazzato di ricognizione (BBR) a Douala
- 21ª Brigata fanteria motorizzata di Buéa[6]
  - 21° BCS a Buéa
  - 21° BIM a Buéa
  - 22° BIM a Mamfé
  - 23° BIM a Loum
  - 24° BIM a Akwaya
  - 21° BA a Kumba
- 201ª base aerea di Douala[6]
  - 21º Squadrone trasporto aereo
  - 211º Squadrone trasporto ed assalto
  - 212º Squadrone trasporto ed assalto
  - 22º Squadrone aereo
  - 221º Squadrone trasporto ed assalto
  - 222º Squadrone di ricognizione

### Equipaggiamento

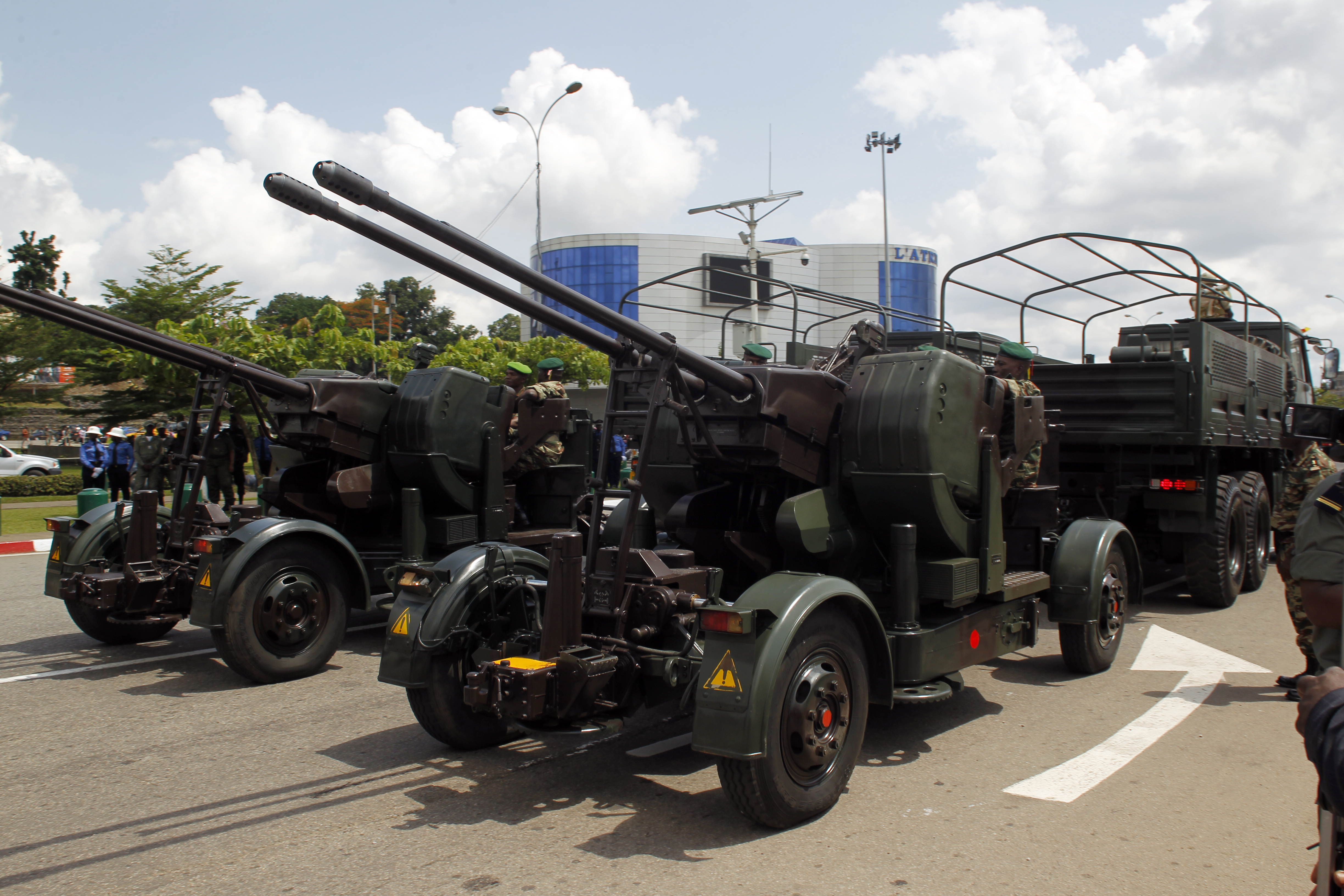
Oerlikon GDF delle forze armate camerunensi nel 2016.

Si noti che questo elenco mostra le apparecchiature acquisite e non le apparecchiature attualmente in servizio. alcune delle apparecchiature elencate sono fuori servizio.
|                                                                      | Origine                | Tipo                                    | Acquisiti | Note                                                                                              |
| -------------------------------------------------------------------- | ---------------------- | --------------------------------------- | --------- | ------------------------------------------------------------------------------------------------- |
| WMA301 Assaulter                                                     | Cina                   | Cacciacarri                             | 12        |                                                                                                   |
| Type 07P                                                             | Cina                   | Veicolo da combattimento della fanteria | 20        |                                                                                                   |
| Ratel                                                                | Sudafrica              | Veicolo da combattimento della fanteria | 12        |                                                                                                   |
| Panhard AML-90                                                       | Francia                | Autoblindo                              | 31        | 31 AML-90 consegnati tramite l'esercito bosniaco nel 2002                                         |
| M8 Greyhound                                                         | Stati Uniti            | Autoblindo                              | 10        | Consegnati dalla Francia                                                                          |
| M5 Half-track                                                        | Stati Uniti            | Veicolo trasporto truppe                | 5         |                                                                                                   |
| M3 Half-track                                                        | Stati Uniti            | Veicolo trasporto truppe                | 3         |                                                                                                   |
| Véhicule Blindé Léger                                                | Francia                | Autoblindo di ricognizione              | 5         |                                                                                                   |
| ACMAT Bastion                                                        | Francia                | Veicolo trasporto truppe                | 38        | 23 arrivati nel 2015-2016 e 15 nel 2017                                                           |
| Gaia Automotive Industries Thunder Mk-1 APC                          | Israele                | Veicolo trasporto truppe                | 18        |                                                                                                   |
| RAM-2000                                                             | Israele                | Veicolo trasporto truppe                | 5         |                                                                                                   |
| Ferret                                                               | Regno Unito            | Autoblindo                              | 8         | Probabilmente fuori servizio                                                                      |
| Panthera T6                                                          | Emirati Arabi Uniti    | Autoblindo                              | Almeno 2  | Usato dal Battaglione d'intervento rapido                                                         |
| Cadillac Gage Commando                                               | Stati Uniti            | Autoblindo                              | 51        | Incluse versioni con cannone automatico da 20mm e con mortaio da 81mm                             |
| Cougar (MRAP)                                                        | Stati Uniti            | Veicolo di mobilità della fanteria      | 6         |                                                                                                   |
| General Dynamics Land Systems PKSV                                   | Stati Uniti            | MRAP                                    | 27        |                                                                                                   |
| ACMAT VLRA (Veicolo di collegamento, ricognizione e supporto) TPK-BL | Francia                | Camion                                  | 30        |                                                                                                   |
| 130 mm M-46                                                          | Egitto Romania         | Cannone da campagna                     | 22        |                                                                                                   |
| M101                                                                 | Stati Uniti            | Obice                                   | 16        |                                                                                                   |
| M116                                                                 | Stati Uniti            | Obice                                   | 5         |                                                                                                   |
| Soltam M71                                                           | Israele                | Obice                                   | 18        |                                                                                                   |
| BM-21 Grad                                                           | Romania                | Lanciarazzi multiplo                    | 20+?      | 20 consegnati dalla Romania nel 1995. Altri provenienti da una fonte sconosciuta negli anni 2010. |
| Mortier 120mm Rayé Tracté Modèle F1                                  | Francia                | Mortaio                                 | 16        |                                                                                                   |
| Cardom                                                               | Israele                | Mortaio semovente                       | 8 to 18   |                                                                                                   |
| BGM-71 TOW                                                           | Stati Uniti            | Missile anticarro                       | 24        | 250 missili e 24 lanciatori consegnati nel 1990                                                   |
| MILAN                                                                | Francia                | Missile anticarro                       | 6         | 6 lanciatori e 60 missili consegnati nel 1982                                                     |
| Euromissile HOT                                                      | Francia                | Missile anticarro                       | 40        | 40 missili consegnati per elicotteri SA-342L                                                      |
| M40                                                                  | Stati Uniti            | Cannone senza rinculo                   | 40        | Versione M40A2 in servizio                                                                        |
| M20                                                                  | Stati Uniti            | Cannone senza rinculo                   | 13        | Versione Type 56 in uso                                                                           |
| Exocet                                                               | Francia                | Missile antinave                        | 15        |                                                                                                   |
| Plessey Radar Limited/BAE Systems Watchman                           | Regno Unito (bandiera) | Radar di ricerca aerea                  | 1         | 1 radar consegnato dal Regno Unito nel 1984                                                       |
| ZPU-2                                                                | Unione Sovietica       | Cannone antiaereo                       | 16        |                                                                                                   |
| Type 63                                                              | Cina                   | Cannone antiaereo                       | 18        | Usato su montaggio terrestre                                                                      |
| 37 mm M1939 (61-K)                                                   | Cina                   | Cannone antiaereo                       | 18        |                                                                                                   |
| Oerlikon GDF                                                         | Svizzera               | Cannone antiaereo                       | 21        |                                                                                                   |

## Aeronautica camerunense
L'aviazione ha basi a Garoua, Koutaba, Yaoundé, Douala e Bamenda. L'aeronautica camerunense venne fondata nel 1960, anno dell'indipendenza dalla Francia. Ci sono meno di 400 soldati nella forza aerea.
L'aeronautica del Camerun ha 9 aerei con capacità di combattimento.

## Marina camerunese

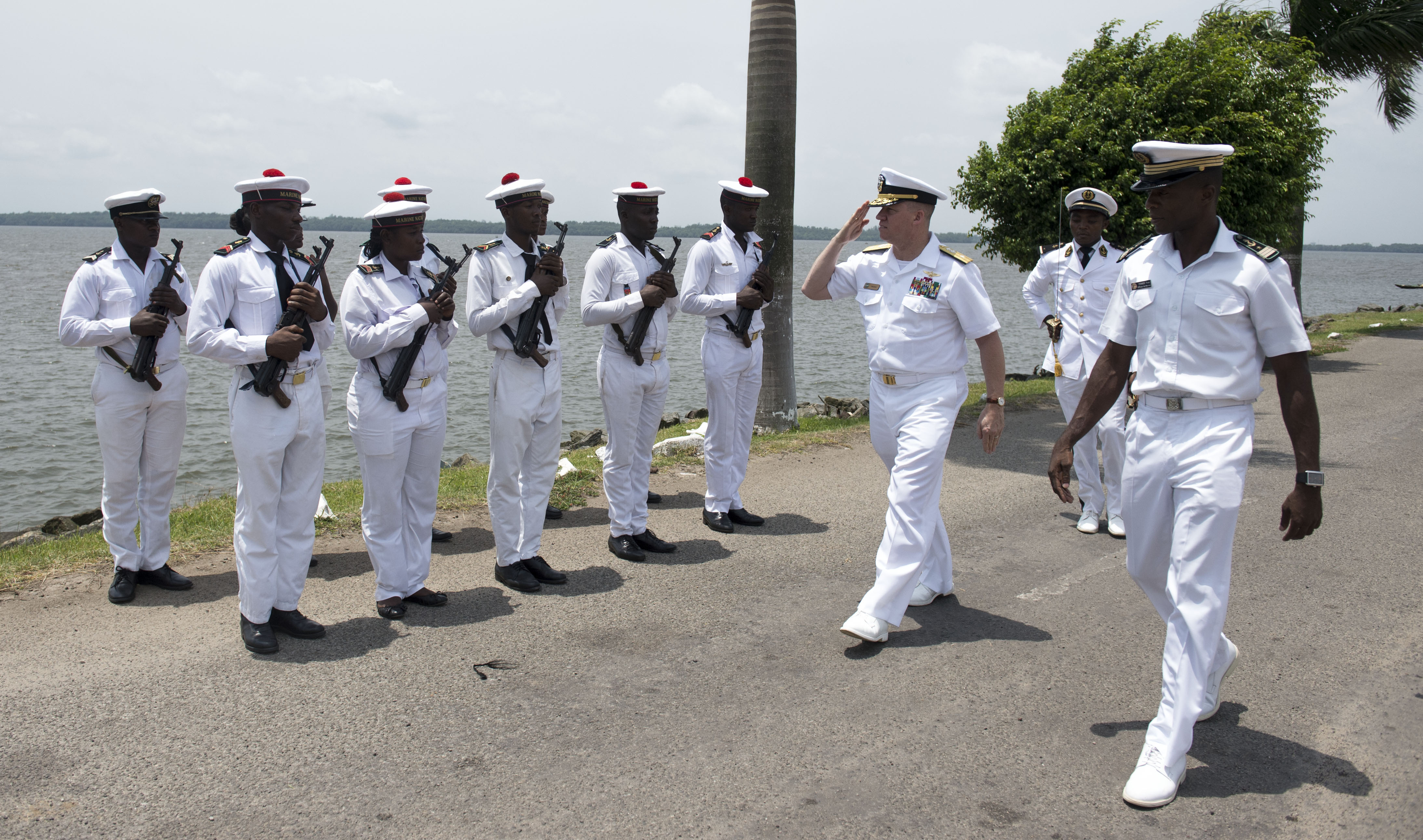
Marinai camerunensi vengono rivisti da un ammiraglio americano a Douala, 2015.

Ci sono circa 1.300 soldati nella marina, tra cui la fanteria di marina.
Intorno al maggio 1999 Philip Njaru scrisse un articolo di giornale in cui presumeva un maltrattamento di civili condotto dal 21º battaglione della Marina con sede ad Ekondo-Titi. Alla fine di maggio Njaru venne avvicinato dal capitano locale che chiese a Njaru "di smettere di scrivere questi articoli e di rivelare le sue fonti". Rifiutandosi di fare ciò, cinque giorni dopo Njaru trovò la sua casa circondata da soldati armati, e fuggì a Kumba. Qui, venne aggredito dalla polizia nel giugno 2001, senza alcun motivo particolare dichiarato. Njaru denunciò alle autorità locali, ma poi apprese che "la sua denuncia non era stata ricevuta".
La Marine Nationale République del Camerun si modernizzò e aumentò le sue capacità nel corso del 2000 con l'acquisizione di un certo numero di piccole motovedette Rodman e il ritiro di alcune piccole imbarcazioni più vecchie. Un certo numero di piccole motovedette vennero acquistate o ordinate dalla Francia. Le ultime stime indicano che la potenza navale è composta da due pattugliatori da combattimento, tre pattugliatori costieri e circa 30 pattugliatori costieri e fluviali più piccoli destinati sia alla marina militare che alla gendarmeria locale. Tra questi, due mezzi da sbarco classe Yunnan da 135 tonnellate, che sono in grado di trasportare e lanciare piccole imbarcazioni per inserimenti di truppe. È stato fatto qualche sforzo per valutare gli equipaggiamenti necessari a portare la P103 Audacieux e la P104 Bakassi ad uno status di combattimento efficace. Ciò ha portato la capacità degli armamenti ad essere ridotta a favore di un aumento della manutenzione e il servizio è ora effettivamente senza capacità di attacco missilistico. La Bakassi (una motovedetta missilistica di tipo P48S) ha completato un importante rimontaggio a Lorient, in Francia, nel mese di agosto del 1999. Ciò ha incluso la rimozione del sistema missilistico Exocet e le attrezzature EW, e il montaggio di un imbuto a poppa dell'albero maestro per sostituire gli scarichi della linea di galleggiamento. Sono stati inoltre installati nuovi radar. La Bakassi è ora armata solo con un cannone di 40  mm. Sebbene la classe Bizerte (grandi navi di pattuglia P48) L'Audacieux è dotata di missili SS-12M, questi non vengono imbarcati e il suo stato di funzionamento è in qualche dubbio, non essendo stata segnalata in mare dal 1995. La motovedetta Quartier-Maître Alfred Moto è stata indicata come fuori servizio nel 1991, ma da allora è stata riattivata.

### Navi

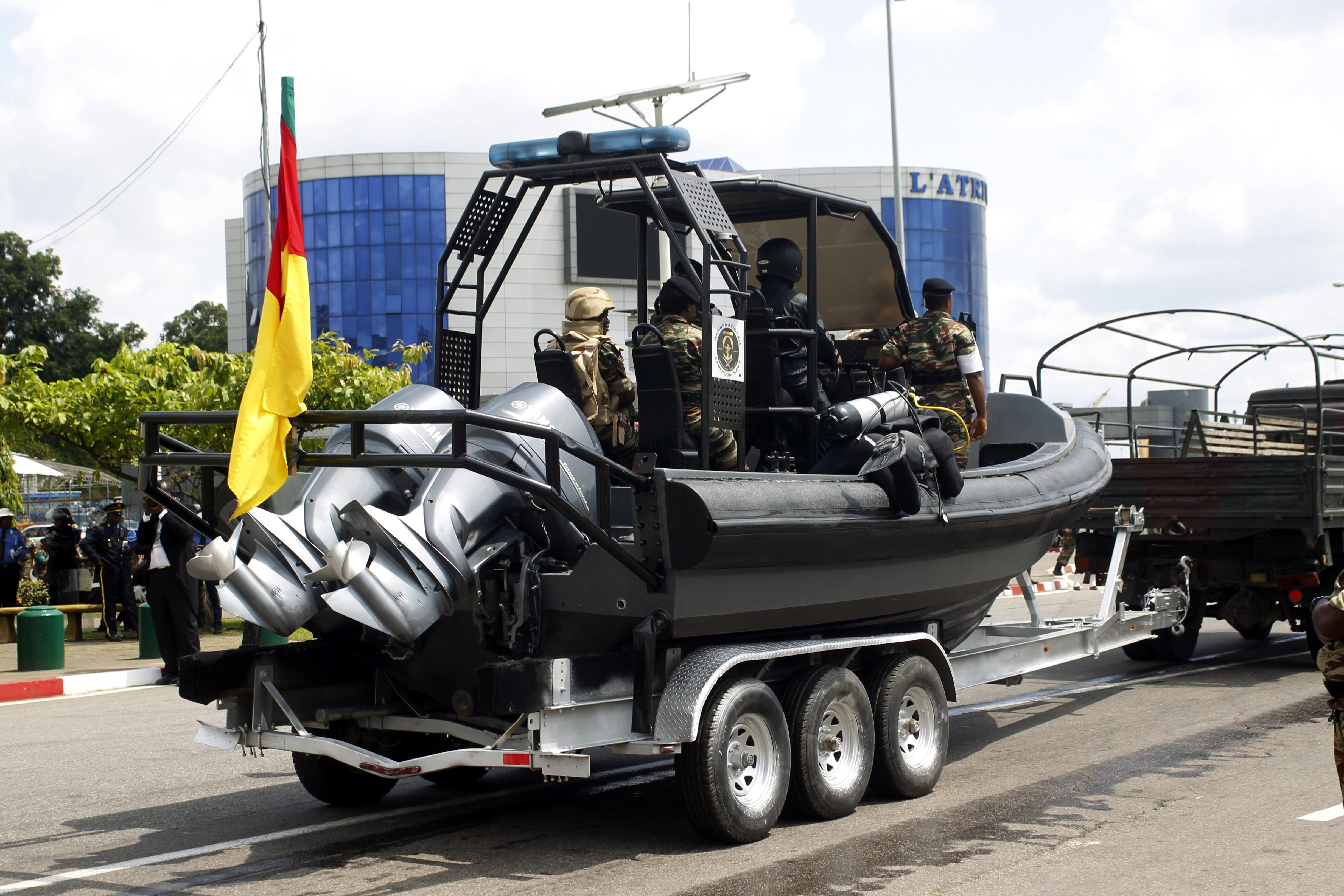
Motovedetta della marina camerunense durante una parata militare a Douala, 2019

- 1: Motovedetta DIPIKAR (ex Grèbe della marina militare francese, aggiornata con LYNCEA PATROL CMS) (cannone)
- 2: FRA P-48 (Cannone)
- 6: Rodman 101/46 (Cannone)
- 1: classe Quartier (Cannone)
- 3: motovedetta Boston Whaler
- 1: motovedetta classe Bakassi (tipo P48S)
- 1: missile FAC classe L'Audacieux (tipo P48)
- 1:motovedetta classe Alfred Moto
- 20: navi fluviali tipo Swiftships
- 2: landing craft utility Yunnan
- 8: Simoneau
- 2: motovedette Aresa 2400 CPV Defender[14]
- 1:  landing craft Aresa 2300
- 6: RIB Commando Aresa 750
- 5: 1200 RIB Stealth
- 1: 1200 RIB Defcon
- 2: motovedette P108 e P109

Due motovedette di 32 metri dovrebbero essere consegnate a febbraio 2014.

## Gendarmeria
La Gendarmeria è una forza paramilitare composta da circa 9.000 soldati a partire dal 2016. Svolge compiti sia di forze dell'ordine che di sicurezza nazionale in tutto il paese. (Vedi  Gendarmerie.)

## Educazione militare
Dopo un primo periodo di sviluppo, i requisiti di formazione vennero formalizzati in un decreto governativo dell'aprile 1967. A quel tempo c'era una carenza di istruttori camerunesi. Le due istituzioni educative della nazione sono le seguenti:
- Accademia Militare dei Servizi Combinati (Ecole Militaire Interarmes Camerounaises—EMIAC): È l'accademia interforze per ufficiali, essendo il centro educativo per i futuri ufficiali delle forze armate e della Gendarmeria Nazionale. Venne istituita nel 1959 e inaugurata il 18 gennaio 1961.[15][16] Nessun ufficiale si è diplomato fino al 1970. Ogni diploma degli allievi ha luogo il 18 gennaio.
- Scuola d'Addestramento Sottufficiali (Ecole des sous officiers du cameroun)

Sia gli ufficiali sia i sottufficiali vennero inviati a varie scuole militari in Francia, Grecia ed Unione Sovietica. Il numero totale di allievi militari camerunesi con un background educativo russo era basso.